# Thyris
Genre
Thyris est un genre de lépidoptères (papillons) diurnes de la famille des Thyrididae.

## Systématique
Le genre a été décrit par l'entomologiste allemand  Jacob Heinrich Laspeyres en 1803.

## Liste des espèces
Selon Catalogue of Life (30 mars 2024) :
- Thyris borealis Zagulajev, 1999
- Thyris diaphana  Staudinger, 1861
- Thyris fenestrella (Scopoli, 1763) - Sphinx pygmée, seule espèce européenne
- Thyris kasachstanica Zagulajev, 1987
- Thyris maculata  Harris, 1836
- Thyris sinicaensis Thiele, 1990
- Thyris tarbagataica Zagulajev, 1995
- Thyris usitata Butler, 1879
- Thyris ussuriensis Zagulajev, 1985